# محمد زینالی
محمد زینالی (زاده ۵ تیر ۱۳۷۶ در ارومیه) بازیکن فوتبال ایرانی است.
در تاریخ جمعه ۱۲ مهر ۱۳۹۸، وی نخستین دیدار رسمی خود در لیگ برتر را در مقابل استقلال تهران انجام داد.
محمد زینالی اواسط فصل با قراردادی قرضی از سپاهان اصفهان به نود ارومیه پیوست و در مصاحبه‌ای از افزایش یک ساله قراردادش با سپاهان بدلیل این انتقال خبرداد. 